# Kłucko
Kłucko – wieś w Polsce, położona w województwie świętokrzyskim, w powiecie koneckim, w gminie Radoszyce.
W latach 1954–1961 wieś należała i była siedzibą władz gromady Kłucko, po jej zniesieniu w gromadzie Smyków. W latach 1975–1998 miejscowość administracyjnie należała do województwa kieleckiego.

## Części wsi
| SIMC    | Nazwa    | Rodzaj    |
| ------- | -------- | --------- |
| 1017920 | Na Górce | część wsi |
| 0264673 | Zaolzie  | część wsi |

## Historia
W wieku XIX miejscowość jest opisana jako : Kłódzko (inne nazwy :Kludsko, Klucko), wieś  i folwark w powiecie koneckim, gminie Miedzierza, parafii Grzymałków. 
Odległość 28 wiorst od Końskich. Wieś posiadała gorzelnię i młyn wodny.
W 1827 r. było tu 22 domów i 156 mieszkańców. W roku 1880 było 66 domów 303 mieszkańców. 2070 mórg ziemi dworskiej i 260 mórg włościańskiej.
W wiosce należącej do Kłucka  - Gliniany Las, były kopalnie rudy żelaznej.
Według Towarzystwa Kredytowego Ziemskiego: folwark Kłucko. z attynencyą Jachory, rozległy na mórg 1569; grunta orne i ogrody mórg 301, łąk mórg 189, pastwisk mórg 75, lasu mórg 966, nieużytki i place mórg 38; budynków murowanych było 13, drewnianych 12.
Wieś Kłucko osad 27, z gruntem mórg 365; wieś Straszów osad 18, z grunem mórg 244; wieś Stanowiska osad 21, z gruntem 260; wieś Wyręby osad 14, z gruntem mórg 213; wieś Sośnina osad 3, z gruntem mórg 37; wieś Ostre Górki osad 3, z gruntem. mórg. 26; wieś Gliniany Las osad 9, z gruntem mórg 22.